# Pulgasari

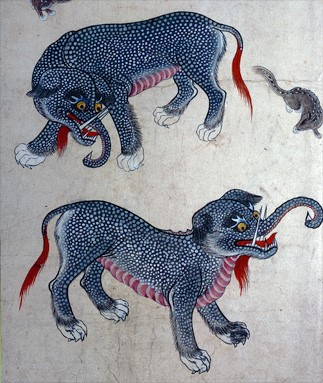
Hình ảnh Pulgasari trong truyền thuyết Triều Tiên

Pulgasari (hay Pulgasary) là bộ phim được phối họp sản xuất giữa Nhật Bản và Triều Tiên vào năm 1985, một bộ phim về quái vật khổng lồ tương tự như Godzilla của Nhật Bản.
Bộ phim được sản xuất bởi đạo diễn người Nam Triều Tiên Shin Sang-ok, người mà trước đó vào năm 1978 đã bị bắt cóc bởi Cơ quan tình báo Bắc Triều Tiên theo lệnh của Kim Chính Nhật, với mục đích chấn hưng nền điện ảnh Bắc Triều Tiên.
Công ty Nhật Bản Toho (Nhà làm phim Godzilla), đã tham gia vào việc tạo các hiệu ứng đặc biệt cho phim. Người trước đó đã đóng vai "Godzilla" — Kenpachiro Satsuma — đã vào vai Pulgasari, và khi bộ phim được phát hành vào năm 1988, anh ta nói rằng mình thích Pulsagari hơn là quái vật Godzilla của Hoa Kỳ (1998). Lưu trữ ngày 27 tháng 9 năm 2007 tại Wayback Machine

## Nội dung
Bộ phim nói về một con búp bê làm từ gạo bởi một tù nhân, thứ mà sau khi có máu, đã lớn dần và trở thành một con quái vật ăn kim loại khổng lồ. Jonathan Ross đã tuyên bố rằng bộ phim đã có ý tuyên truyền cho ảnh hưởng của chủ nghĩa tư bản không hạn chế và sức mạnh của sự tập trung xã hội.